# Greiner (Glasbläser)

Wappen von Finsterrot das ohne Fische in etwa dem Familienwappen der Greiner entspricht

Greiner ist der Name einer weitverzweigten Familie von Glasbläsern, die ursprünglich aus Schwaben stammt, vor allem aber in Thüringen wesentlich zum Aufbau der dortigen Glashütten beigetragen hat.  
Da die Geheimnisse des Glasmachens traditionell vom Vater auf den Sohn übertragen wurden, blieb die Familie über Jahrhunderte (und in manchen Fällen bis heute) mit dem Beruf verbunden. Glasbläser mit Namen Greiner finden sich nicht nur in Thüringen, sondern auch im Fichtelgebirge (Bischofsgrün), Schwarzwald und im Bayerischen Wald. Über den Glasmacherberuf hat sich der Name bereits im 18. Jahrhundert nach Schweden und Norwegen, ins Elsass und im Zuge der allgemeinen Auswanderung im 19. Jahrhundert auch nach Nordamerika ausgebreitet. 

## Geschichte

### Namensherkunft
Das mittelhochdeutsche Wort grien steht für ‚grober Sand, sandiges Ufer, sandiger Platz‘. Da Glas aus Sand hergestellt wird und die Greiner den Glasmacherberuf ausübten, ergibt sich die Namensentwicklung Griener-Gryner-Greiner. Eine weitere Ableitung des Namens ergibt sich aus dem im Mittelalter von vielen Namensträgern ausgeübten Beruf der Glasmacher. Neben der ursprünglichen Schreibweise Grynner finden sich auch die Varianten Gruner und Grüner, bis sich, wohl noch im 16. Jahrhundert, der Name Greyner und dann Greiner durchgesetzt hatte. Zur Bedeutung des Namens schreibt Gerhard Greiner in seiner Familiengeschichte: „Der Name ist vom Altschwäbischen abgeleitet. Grynerisch bedeutete soviel wie mürrisch, zänkisch.“ Da bei der Entwicklung von Nachnamen im Mittelalter auch Charaktereigenschaften zum Tragen kamen, war eines der frühen Familienmitglieder wohl ein eher unbequemer Zeitgenosse.  
Es gibt noch eine zweite – geographische – Ableitung des Namens von der österreichischen Stadt Grein. Auch in dieser Familie, die mit den schwäbisch-thüringischen Greiners nicht verwandt ist, gab es Glasmacher. Einfachstes Unterscheidungsmerkmal ist laut Gerhard Greiner das Glaubensbekenntnis: Während die thüringischen Greiner durchweg evangelisch waren, waren die österreichischen Namensvettern katholisch, was mit sehr hoher Wahrscheinlichkeit an der Gegenreformation lag.

### Schwäbische Greiner
Die ersten fassbaren Mitglieder der Familie, die ursprünglich wohl Klosterhandwerker waren, sind ein Peter Grynner (Greiner), geboren etwa 1415, Glasmachermeister in Nassach im Schurwald nordwestlich von Göppingen und sein etwa 1440 geborener Sohn, der ebenfalls Peter hieß. 1504 ist der Hüttenmeister Christian Greiner für das Nassachtal nachgewiesen. Eine Urkunde von 1522 nennt den Glaser Ulrich Greiner, der spätere Hüttenmeister von Stangenbach. Er führte mit seinem Nachbarn Wendel Hipler, in Diensten des Kurfürsten Ludwig von der Pfalz, einen Prozess. Hiplers Besitz in Finsterrot war vor 1523 an Greiner, Diener das Grafen von Hohenlohe, übergegangen. Als Bürgen traten seine Brüder Hans und Wolf Greiner von Stangenbach auf. Am 2. August 1591 erhielt der Hüttenmeister von Fischbach Johann Greiner in Heidelberg vom Pfalzgrafen Paul Melissus einen Wappenbrief.

### Thüringer Greiner
Der Sohn Peter Greiners war möglicherweise Hans Greiner (1465–1532), der im Frühjahr 1525 nach Thüringen auswanderte, dort die Glashütte Langenbach gründete und zum Ahnherrn der großen Familie der Thüringer Greiner wurde. Zu den bekanntesten Vertretern gehörte Hans Greiner IV auch "Schwabenhans" genannt. Der Urenkel von Hans Greiner erhielt 1597 zusammen mit Christoph Müller von Herzog Johann Casimir von Sachsen-Coburg die Erlaubnis, im Thüringer Wald die Glashütte Lauscha zu errichten. Sie waren damit Mitbegründer der gleichnamigen Stadt.  Der Glasmaler Elias Greiner  aus Lauscha stellte Porzellan- und Glasfarben her und gründete 1820 die Farbreibmühle bzw. das Unternehmen Elias Greiner Vetters Sohn das mit seinen Produkten an diversen Weltausstellungen teilnahm. Franz Ferdinand Greiner aus Stützerbach entwickelte das erste industriell gefertigte Thermometer.

### Erzgebirgische Greiner
Die Greiner aus dem Erzgebirge arbeiteten im 16./17. Jahrhundert auf der Jugel an der sächsisch-böhmischen Grenze im Glasmachergewerbe und lebten auch in Johanngeorgenstadt. Der später in Lauscha ansässige Glasmacher Wolf Greiner war bis 1595 auf der Jugler Glashütte tätig. 1670 heiratete der ebenfalls auf der Jugel beschäftigte Glas- und Kunstmaler Adam Greiner, auch Grimmer, in Johanngeorgenstadt Rosina Marckert, Tochter des Glasmachers Georg Marckert von Ziegenschacht. Adam Greiner war möglicherweise Sohn des älteren Adam Greiner aus Bischofsgrün.

## Wappen
Ein rotes Schild mit querherablaufendem silbernen Bach, darüber ein Stechhelm mit rot und weißen Flügeln und zwischen ihnen ein weißes Steinglas.

## Namensträger
- Albrecht Greiner-Mai (1932–2012), deutscher Kunstglasbläser, Glasgestalter und Glaskünstler
- Elias Greiner (1793–1864), deutscher Unternehmer und Glasmaler, gründete 1820 die Farbreibmühle
- Erich Greiner-Perth (1920–1987), deutscher Glaskünstler
- Franz Ferdinand Greiner (1808–1855), deutscher Erfinder, entwickelte das erste industriell gefertigte deutsche Thermometer
- Gotthelf Greiner (1732–1797), deutscher Glasmacher, Begründer der Porzellanfabrikation in Thüringen
- Gotthelf Greiner (Politiker) (1794–1874), deutscher Porzellanfabrikant und Abgeordneter
- Hans Greiner (Glasmacher) (um 1550–vor 1609), deutscher Unternehmer und Glasmacher
- Johann Friedemann Greiner (1761–1841), deutscher Glashüttenbesitzer, Porzellanfabrikant und Landtagsabgeordneter
- Werner Greiner-Petter (1927–1986), deutscher Politiker (SED), von 1972 bis 1983 Minister für Glas- und Keramikindustrie der DDR